# Taheyya Kariokka
Taheyya Kariokka, all'anagrafe Badaweya Mohamed Kareem Al Nidani (in arabo تحية كاريوكا‎?; Ismailia, 22 febbraio 1915 – Il Cairo, 20 settembre 1999), è stata una ballerina e attrice egiziana.

## Biografia
Taheyya Kariokka nasce a Ismailia da una famiglia modesta. Alla morte del padre, si trasferisce al Cairo dove inizia a lavorare in diversi nightclub. Il grande successo lo trova nel Casino Opera di Badia Masabni e successivamente il cinema nei primi anni '40.
Kariokka si è sposata 14 volte, non ha avuto figli.

## Filmografia parziale
- 1942 Ahib Al ghalat (Amo gli errori)
- 1946 Li'bat al sitt (Il giocattolo della signora)
- 1950 Akbal el bakari (Augurio di grande famiglia)
- 1956 Shabab Emraa (Gioventù di donna)
- 1959 Hob hatta El Ebada (Amore fino all'adorazione)
- 1963 Omm el aroussa (La mamma della sposa)
- 1972 "Khalli Balak Min ZouZou" (Abbi cura di ZouZou)
- 1985 Weda'an Bonapart (Addio Bonaparte)
- 1990 Iskanderiya, kaman wi kaman (Alessandria ancora e per sempre)
- 1993 Mercedes